# 830
Раннє Середньовіччя •  Епоха вікінгів •  Золота доба ісламу •  Реконкіста.

## Геополітична ситуація
У Східній Римській імперії триває правління Феофіла. У Франкському королівстві при правлінні Людовика Благочестивого розпочалася смута. Північ Італії належить Каролінзькій імперії, Рим і Равенна під управлінням Папи Римського, герцогства на південь від Римської області незалежні, деякі області на півночі та на півдні належать Візантії. Піренейський півострів, окрім Королівства Астурія, займає Кордовський емірат. Вессекс підпорядкував собі більшу частину Англії. Існують слов'янські держави: Перше Болгарське царство, Моравське князівство, Нітранське князівство.
Аббасидський халіфат очолює аль-Мамун. У Китаї править династія Тан. Велика частина Індії під контролем імперії Пала. В Японії триває період Хей'ан. Хозарський каганат підпорядкував собі кочові народи на великій степовій території між Азовським морем та Аралом. Територію на північ від Китаю займає Уйгурський каганат.
На території лісостепової України в IX столітті літописці згадують слов'янські племена білих хорватів, бужан, волинян, деревлян, дулібів, полян, сіверян, тиверців, уличів. У Північному Причорномор'ї співіснують різні кочові племена, зокрема булгари, хозари, алани, тюрки, угри, кримські готи. Херсонес Таврійський належить Візантії.

## Події
- Халіф аль-Мамун вирушив у похід проти Візантії. Він захопив 4 фортеці в Каппадокії.
- Сарацини з Аглабідів взяли в облогу місто Палермо на Сицилії.
- Смута в Каролінзькій імперії:
  - Сини імператора Людовика Благочестивого Піпін I та Людовик II Німецький збунтувалися проти батька. Імператор сховався в Комп'єні, його дружина Юдит Баварська була заслана в монастир.
  - Третій син Лотар повернувся з Італії, підтримав братів і став чинним імператором. Порядок успадкування в імперії від 817 року відновлено.
  - На з'їзді в Неймегені Людовик Благочестивий повернув собі владу, оскільки Людовик та Піпін підтримали вже його проти брата Лотара.
- Король Вессексу Егберт здобув перемогу над валлійцями.
- У Моравії розпочалося правління Моймира I.
- Вождь вікінгів Тургейс укріпився в Ірландії.
- Завершилося будівництво буддійського храму Боробудур на Яві.
- Можливо, цього року, або пізніше, Ненній написав Історію бритів.
- Християнський місіонер Ансгар відвідав шведське торгове місто Бірку.